# Cymakra
Cymakra är ett släkte av snäckor. Cymakra ingår i familjen kägelsnäckor.
Kladogram enligt Catalogue of Life:
| Cymakra | \| \| Cymakra aspera \| \| \| \| \| \| Cymakra gracilior \| \| \| \| |
|         | \| \| Cymakra aspera \| \| \| \| \| \| Cymakra gracilior \| \| \| \| |
|         | Cymakra aspera                                                       |
|         |                                                                      |
|         | Cymakra gracilior                                                    |
|         |                                                                      |